# 文凯
文凯（Wen Kai，1988年1月28日—）是中国男子羽毛球运动员。

## 簡歷
2008年11月，文凯出戰中國羽毛球超級賽，並打進男子單打四強，最終以1比2（17-21、21-18、17-21）败给2号种子林丹出局。此前，文凯和林丹在奥运会前住一个房间，文凯會充当林丹的陪练，故两人之间已非常熟悉，训练中也互有输赢。

## 主要比賽成績
只列出曾進入準決賽的國際賽事成績：
| 年份   | 賽事             | 公開賽級別 | 項目     | 成績   |
| ------ | ---------------- | ---------- | -------- | ------ |
| 2008年 | 中國羽毛球超級賽 | 超級賽     | 男子單打 | 準決賽 |
| 2010年 | 越南羽毛球大獎賽 | 大獎賽     | 男子單打 | 準決賽 |

| 2007-2017年 | 首要超級賽 | 超級賽 | 黃金大獎賽 | 大獎賽 | 國際挑戰賽 | 國際系列賽 | 未來系列賽 | 其他 |

| 2018-2026年 | 總決賽 | 超級1000賽 | 超級750賽 | 超級500賽 | 超級300賽 | 超級100賽 | 國際挑戰賽 | 國際系列賽 | 未來系列賽 | 其他 |